# لويد رايت
لويد رايت (بالإنجليزية: Lloyd Wright)‏ هو مهندس معماري أمريكي، ولد في 30 مارس 1890 في أوك بارك في الولايات المتحدة، وتوفي في 31 مايو 1978 في سانتا مونيكا في الولايات المتحدة.